# Yelena Témnikova
Yelena Vladimirovna Temnikova o Elena Vladímirovna Témnikova (Елена Владимировна Темникова), es una cantante rusa nacida el 18 de abril de 1985 en Kurgán. Fue una de las tres integrantes del grupo Serebró.

## Carrera

### Star Factory
Comenzó a estudiar música y a tocar el violín cuando tenía 5 años.
En 2003,  Yelena Témnikova fue tercera en el reality show ruso Star Factory, un show de TV de música para jóvenes artistas parecido al American Idol o a Operación Triunfo en "Channel One Rusia. Ese año, una de las participates fue Yúliya Savicheva, representante rusa Festival de la Canción de Eurovisión 2004. En este espectáculo, Témnikova cantó canciones como "S.O.S." y "Mamma Mia de ABBA, y" Tell Him de Céline Dion.

### Carrera en Solitario
Mientras Yelena estaba en Star Factory, el principal productor del programa, Maks Fadéyev, se fijó en ella y le ofreció grabar un disco con su discográfica Monolit Records, Yelena aceptó y ese mismo año sacó al mercado ruso dos canciones: "Begi" y "Taina".
A pesar de ello, no se publicó el disco ni otro sencillo hasta 2007, cuando reapareció en el grupo Serebró.

### Serebro

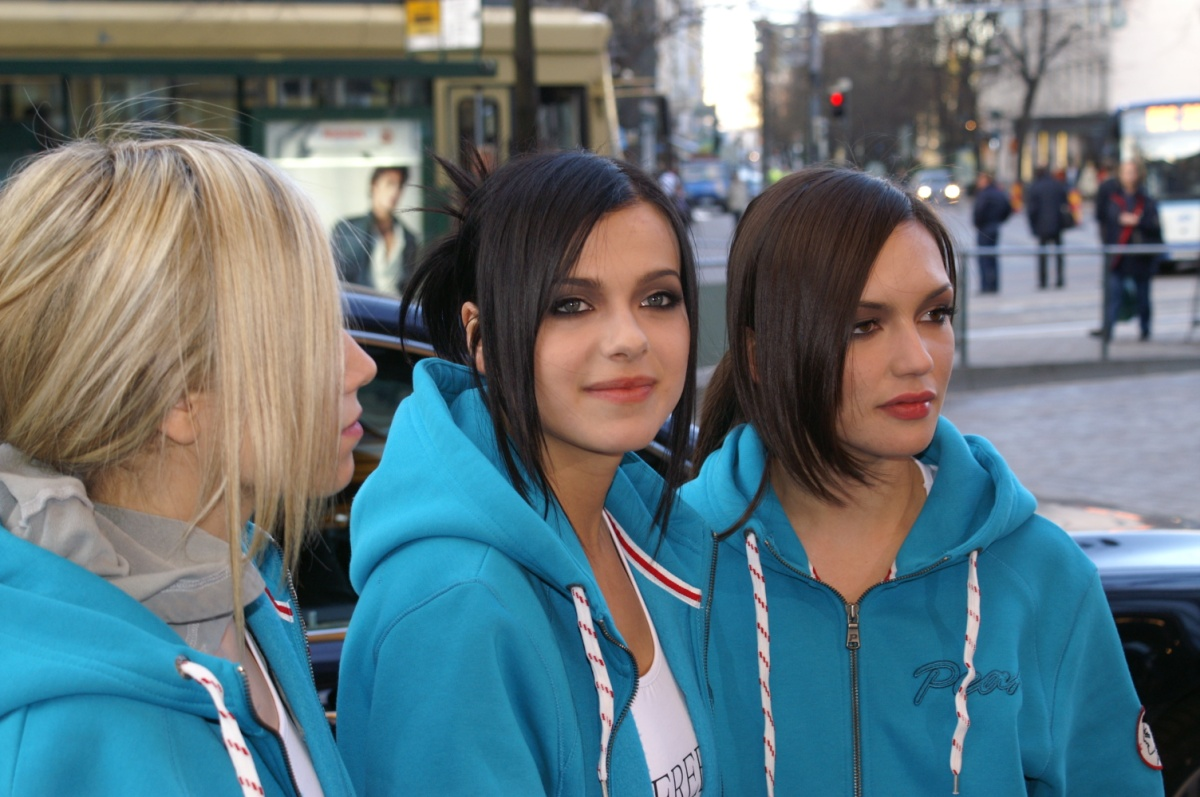
Elena Temnikova con Serebró en Helsinki en el Festival de la Canción de Eurovisión 2007.

Tres años después de Star Factory en 2006, Lena y su productor comenzaron a trabajar en un nuevo proyecto - Serebró, que en 2007 representaría a Rusia en el Festival de la Canción de Eurovisión 2007 y que quedó en 3.er lugar. En entrevista para la revista In Style en febrero de 2008, Temnikova dijo: "Después de Star Factory, Max Fadeev me ofreció un nuevo puesto de trabajo. Él me ofreció ser cantante en una banda. Decidí a hacerlo y encontramos juntos el segundo y tercer miembro".
El 15 de mayo de 2014 finalmente, Elena decide irse del grupo, por motivos personales, en este caso según afirmó su relaciones públicas porque quiere formar una familia.

## Vida personal
Debido a su trabajo, Elena vive en Moscú, aunque ella dice que añora mucho su Kurgán natal. Sus aficiones son leer y salir con sus amigos.
Se casó secretamente en 2014 con Пабло Хара, aunque poco tiempo después se dio a conocer sobre la boda, se desconoce su identidad solo que trabaja en el campo de la Salud en departamento de mantencion. Tienen una hija juntos.
Dio a luz a su primera niña Aleksandra Sergeev (Александра rockrose), el 27 de marzo de 2015 antes de tiempo ya que no se debió hasta principios de abril.

## Discografía

### Singles
- 2003: "Begi" (Беги)
- 2003: "Tayna" (Тайна)
- 2014: "Zavisimost" (Зависимость)
- 2015: "Navstrechu" (Навстречу)
- 2015: "Uletaem" (Улетаем)